# Swinging on a Star
«Swinging on a Star» (с англ. — «Покачаться на звезде») — американская популярная песня, написанная композитором Джимми Ван Хьюзеном и поэтом-песенником Джонни Берком. Впервые её исполнил Бинг Кросби (при участии вокального квартета «The Williams Brothers») в музыкальном фильме «Идти своим путём» (1944).
В фильме один из трудных подростков признаётся, что очень не хочет идти в школу. В ответ главный герой, отец О’Мэлли поёт назидательную песню, где в шутливом ключе обрисовывает перспективу нерадивых, с одной стороны, и «звёздную» судьбу трудолюбивых и самостоятельных, с другой. Заключительная мораль: Не все обезьяны в зоопарке, с некоторыми из них ты встречаешься каждый день. Так что смотри, всё зависит от тебя: ты можешь стать лучше, чем теперь, ты можешь покачаться на звезде.
Песня «Swinging on a star», как и другая песня из того же фильма, «Silent Night», стали хитами Бинга Кросби. Песня «Swinging on a Star» в 1944 году 9 недель продержалась на 1-м месте в американских песенных рейтингах. В марте 1945 года она удостоилась «Оскара» в номинации «Лучшая песня». В 2002 году песню приняли в Зал славы премии «Грэмми».
За роль отца О’Мэлли Кросби получил «Оскар» в номинации «Лучшая мужская роль».
Песню записывали более 200 раз. Американский институт киноискусства поместил эту песню (в версии из фильма 1944 года «Идти своим путём») на 37-е место своего списка ста лучших песен из американских кинофильмов.